# Thies Christophersen
Thies Christophersen (Kiel, 27 de enero de 1918 - Molfsee, 13 de febrero de 1997) fue un agricultor, político, negador del Holocausto, publicista, y editor alemán.

## Biografía
Christophersen, un soldado raso (Schütze) en la Wehrmacht, fue desplegado como "líder especial" (Sonderführer) en las Waffen-SS durante la Segunda Guerra Mundial y estuvo estacionado durante este tiempo en la instalación de control de plagas Rajsko, localizado a 3 km del campo de concentración de Auschwitz. Christophersen insistió en que, habiendo permanecido en el área, habría estado seguro de identificar asesinatos en masa y afirmó que nunca fue testigo o se dio cuenta de tales incidentes.